# Polyrhachis amana

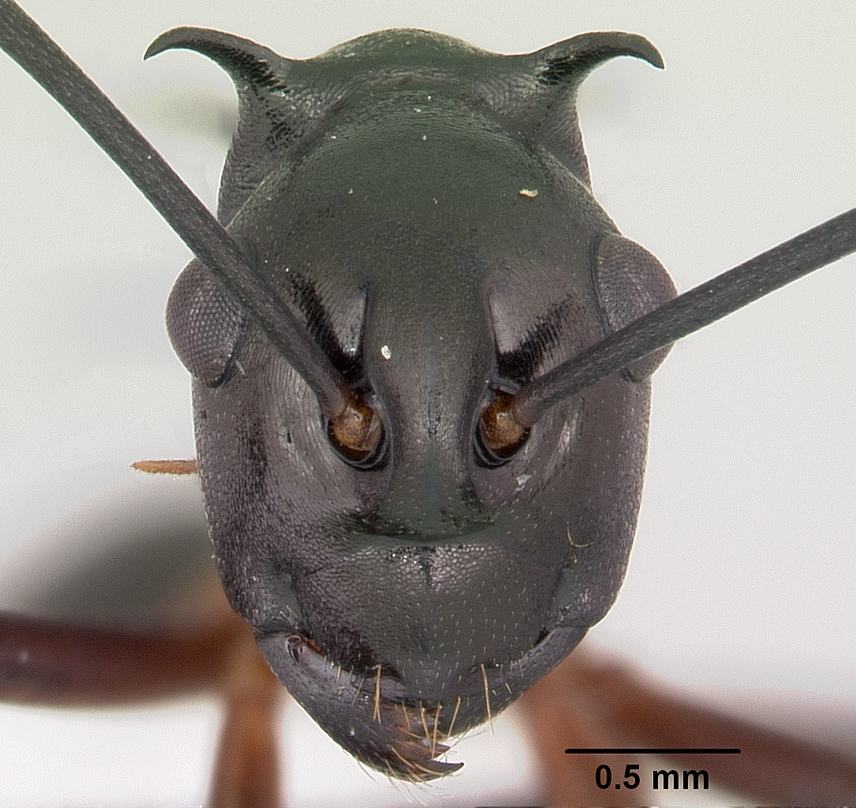
Cabeça da Polyrhachis amana.

Polyrhachis amana é uma espécie de formiga do gênero Polyrhachis, pertencente à subfamília Formicinae. A formiga foi descrita em 1861, e é originária da Indonésia.